# Bela minuta
Bela minuta là một loài ốc biển, là động vật thân mềm chân bụng sống ở biển trong họ Conidae, họ ốc cối.
The name of this species is considered a nomen dubium